# Jusuf Gërvalla

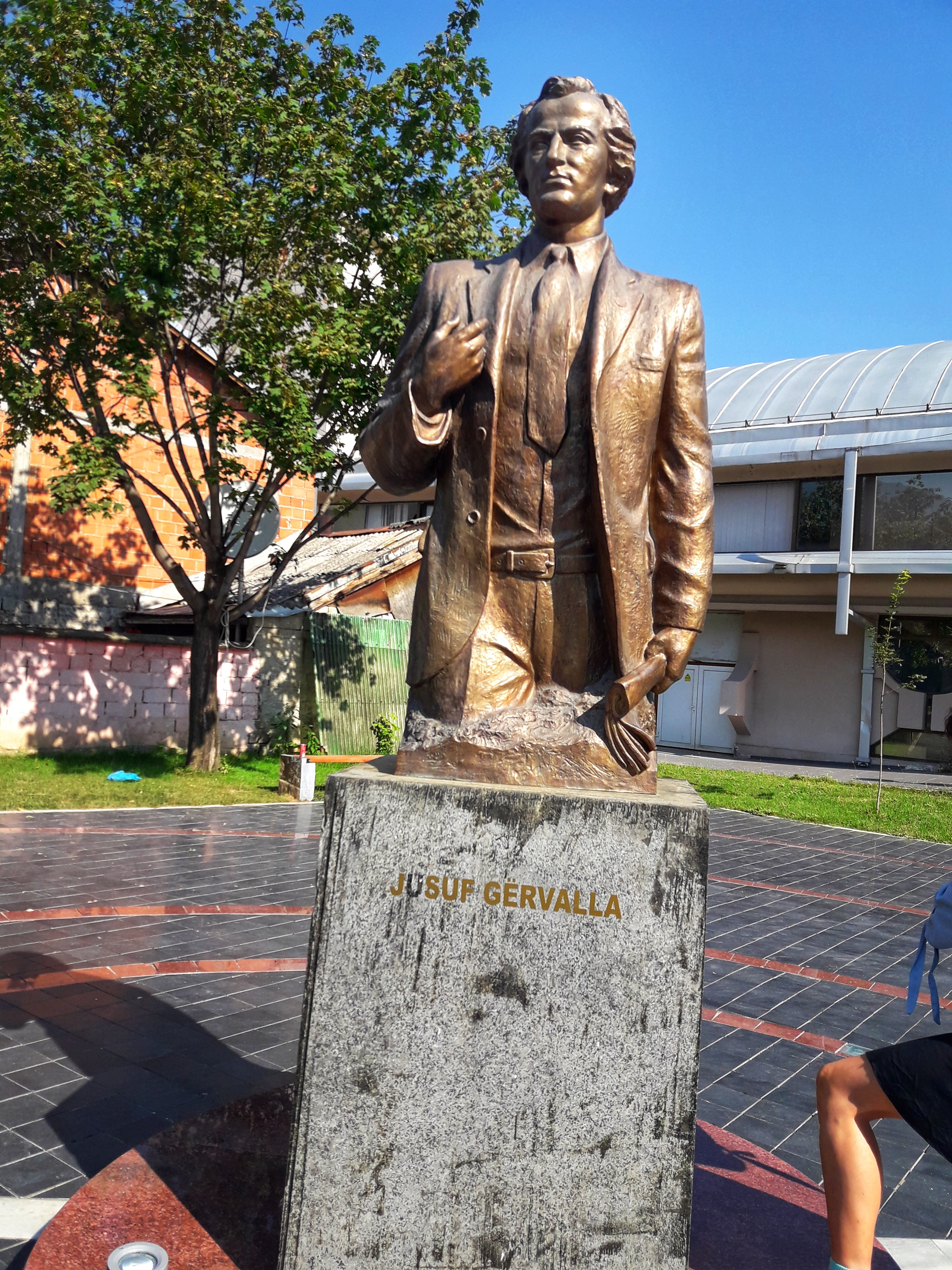
Statue von Gërvalla in Peja.

Jusuf Gërvalla (* 1. Oktober 1945 in Dubovik; † 18. Januar 1982 in Untergruppenbach) war ein jugoslawischer Dissident bzw. Aktivist, Musiker, Autor und Journalist. Er war Kosovo-Albaner und vertrat als Linksnationalist die Idee der Vereinigung aller mehrheitlich von ethnischen Albanern bewohnten Gebiete in einem Großalbanien. Gërvalla wurde 1982 im Exil in Untergruppenbach erschossen. Der Bundesnachrichtendienst verdächtigte Željko Ražnatović-Arkan der Tat, die er als Auftragsmörder für den jugoslawischen Geheimdienst „UDBA“ begangen haben soll.

## Leben
Jusuf Gërvallas Vater starb, als er sechs Jahre alt war. 1959 zog seine Mutter Ajshe mit den Geschwistern nach Slowenien und er blieb bei seinem Onkel mütterlicherseits, um seine schulische Ausbildung am Gymnasium in Peć/Peja abschließen zu können. Er studierte dann an der Universität Pristina und an der Universität Ljubljana und begann zu dieser Zeit auch mit dem Theaterspiel. 1972/1973 absolvierte er seinen Militärdienst. Im Anschluss arbeitete er als Journalist in Skopje und in Pristina. 
Er verfasste poetische und dann auch prosaische Literatur und musizierte unter anderem zusammen mit seinem Bruder Bardhosh. In der Universitätszeitschrift Bota e re (albanisch für Die neue Welt) der Universität Pristina wurden 1974 erstmals von ihm verfasste Gedichte veröffentlicht: Baladë për shevarin und Kalon pranë meje. Sein erster Roman aus dem Jahre 1975 mit dem Titel Dy florinj të një dashurie wurde nie veröffentlicht, sein zweiter Roman Rrotull erst nach seinem Tod, ebenso wie sein Drama Procesi.
Im Jahr 1978 begann er seine Tätigkeit als Hörfunk- und Fernsehredakteur. Im gleichen Jahr war er Mitbegründer der LKÇK (Lëvizja Kombëtare për Çlirimin e Kosovës, albanisch für Nationale Bewegung für die Befreiung des Kosovo), einer linksnationalistischen marxistisch-leninistischen Gruppe, die Unterstützung bei Enver Hoxha suchte.
Am 17. Januar 1980 flüchtete Jusuf Gërvalla vor einer bevorstehenden Verhaftung aus politischen Gründen nach Ludwigsburg in der Bundesrepublik Deutschland, wo sein jüngerer Bruder Bardhosh bereits seit 1974 lebte. Einige Monate später floh auch seine Frau Suzana mit ihren beiden Söhnen und der Tochter nach Deutschland.

### Ermordung
Der damals 36-jährige Jusuf Gërvalla, sein Bruder Bardhosh (31) und der befreundete, in der Ostschweiz lebende Journalist Kadri Zeka (28) fuhren im Januar 1982 bei Heilbronn rückwärts aus einer Garage. Zwei Männer tauchten auf und schossen zwölfmal auf die Insassen, wobei sie Lunge, Herz und Genick trafen.
Ein Polizeiexperte stellte damals fest: „Drei Schüsse pro Person, um das Opfer festzunageln, dann kam der tödliche Nachschuss. Das waren absolute Profis.“ Das Attentat auf die drei Exil-Jugoslawen kosovo-albanischer Abstammung galt damals als der blutigste und brutalste Anschlag auf Ausländer in Baden-Württemberg.
Die ermittelnde Staatsanwaltschaft Heilbronn hatte damals eine Belohnung zur Ergreifung der Täter in Höhe von 10.000 Mark ausgesetzt. Es wurde für den Fall eigens die Sonderkommission „Untergruppenbach“ gegründet. Der damalige baden-württembergische Ministerpräsident Lothar Späth warnte ausländische Extremisten davor, ihre Auseinandersetzungen in Deutschland gewaltsam auszutragen. Die Ermittlungen übernahm dann das Bundeskriminalamt, auch die Schweizer Bundespolizei beteiligte sich an den Ermittlungen.
„Bis heute gibt es keine wirklichen Ermittlungen von bundesdeutschen Behörden zu dem Fall. Dies obwohl für den BND klar war, dass es sich um eine Aktion der UDBA handelte. Bis dato schweigen deutsche Behörden zu den Morden in Baden-Württemberg.“

## Nachwirkungen
Die während des Kosovokriegs im Westkosovo operierende 131. Brigade der UÇK trug den Namen „Jusuf Gërvalla“. Eine Kaserne der Nachfolgeorganisation Kosovo-Schutzkorps (TMK) bzw. der Sicherheitskräfte des Kosovo trägt ebenfalls seinen Namen.
Seine Tochter Donika war in den 1990er Jahren u. a. stellvertretende Vorsitzende der Lidhja Demokratike e Kosovës (LDK) und ist seit 2021 Außenministerin der Republik Kosovo.
Gërvallas Leichnam, der in der Nähe von Stuttgart beigesetzt war, wurde 2002 in seinen Geburtsort Dubovik überführt, wo mehrere 10.000 Menschen am Grab gewesen sein sollen.
Das Aufstellen einer Gedenktafel in der Nähe des Tatorts 2003, dem bereits Gemeinderat und Bürgermeister zugestimmt hatten, scheiterte zuletzt an der Sorge der Nachbarn, dass sich Untergruppenbach zum Wallfahrtsort für Kosovaren entwickeln könnte.
Anlässlich des 30. Jahrestags des Attentats besuchte der Justizminister und Stellvertreter des Premierministers Kosovos, Hajredin Kuçi, die „Memorial Academy“-Veranstaltung in Pristina, deren Schirmherrschaft Ministerpräsident Hashim Thaçi übernommen hatte, und äußerte, dass die Nachwirkungen des Dreifachmordes an den Brüdern Gërvalla und an Kadri Zeka die politische Organisation des Kosovos sowie dessen Internationalisierung und Förderung in westlichen diplomatischen Kreisen gestärkt und gefördert hätten.